# Ноттінгемшир
Ноттінгемшир (англ. Nottinghamshire, МФА /ˈnɒtɪŋəmʃər/ або /ˈnɒtɪŋəmʃɪər/) — графство в Англії.
Як церемоніальне графство Ноттінгемшир охоплює місто Ноттінгем, яке в адміністративному плані є окремим округом.

## Адміністративний поділ

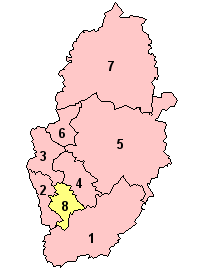

1. Рашкліф
2. Брокстоу
3. Ашфілд
4. Гедлінг
5. Ньюарк-енд-Шервуд
6. Менсфілд
7. Бассетло
8. Ноттінгем (унітарна одиниця)